# Lasioglossum xanthopus
De Lasioglossum xanthopus (tên tiếng Anh: roodbruine groefbij) là một loài Hymenoptera trong họ Halictidae. Loài này được Kirby mô tả khoa học năm 1802.